# Wörgl
Wörgl – miasto w Austrii, w kraju związkowym Tyrol, w powiecie Kufstein. Liczy 13048 mieszkańców.
Miasto zasłynęło dzięki eksperymentowi gospodarczemu przeprowadzonemu w latach trzydziestych XX wieku w czasie trwania głębokiego kryzysu, w wyniku którego wprowadzono nową walutę - pieniądz lokalny (Freigeld), dzięki któremu miasto osiągnęło dynamiczny rozwój. Eksperyment został przerwany 1 września 1933 roku w wyniku działania Austriackiego Banku Narodowego.